# Parafia Matki Bożej Pocieszenia w Łodzi
Parafia pw. Matki Boskiej Pocieszenia w Łodzi – parafia rzymskokatolicka znajdująca się w archidiecezji łódzkiej w dekanacie Łódź-Radogoszcz.
Parafia erygowana w 1997. Mieści się przy ulicy Jabłoniowej. Kościół parafialny w budowie od 2001.